# Lista över fornlämningar i Söderköpings kommun (Östra Ryd)
Lista över fornlämningar i Söderköpings kommun (Östra Ryd) är en förteckning av ett urval av de fornlämningar som finns i Östra Ryd i Söderköpings kommun.
| Namn                          | Lämningstyp  | Tillkomsttid | Historisk indelning     | Plats | Läge                 | ID-nr          | Bild                                 |
| ----------------------------- | ------------ | ------------ | ----------------------- | ----- | -------------------- | -------------- | ------------------------------------ |
| Östra Ryd 3:1                 | Stensättning |              | Östra Ryd, Östergötland |       | 58.400446, 16.195807 | 10055400030001 | Ladda upp en bild av detta fornminne |
| Borgarberget (Östra Ryd 4:1)  | Fornborg     |              | Östra Ryd, Östergötland |       | 58.409666, 16.218696 | 10055400040001 | Ladda upp en bild av detta fornminne |
| Östra Ryd 5:1                 | Gravfält     |              | Östra Ryd, Östergötland |       | 58.402067, 16.168219 | 10055400050001 | Ladda upp en bild av detta fornminne |
| Östra Ryd 6:1                 | Stensättning |              | Östra Ryd, Östergötland |       | 58.404370, 16.180539 | 10055400060001 | Ladda upp en bild av detta fornminne |
| Östra Ryd 6:2                 | Stensättning |              | Östra Ryd, Östergötland |       | 58.404032, 16.180942 | 10055400060002 | Ladda upp en bild av detta fornminne |
| Östra Ryd 8:1                 | Stensättning |              | Östra Ryd, Östergötland |       | 58.402868, 16.179150 | 10055400080001 | Ladda upp en bild av detta fornminne |
| Östra Ryd 9:1                 | Gravfält     |              | Östra Ryd, Östergötland |       | 58.407368, 16.159719 | 10055400090001 | Ladda upp en bild av detta fornminne |
| Östra Ryd 10:1                | Stensättning |              | Östra Ryd, Östergötland |       | 58.406394, 16.159999 | 10055400100001 | Ladda upp en bild av detta fornminne |
| Östra Ryd 10:2                | Stensättning |              | Östra Ryd, Östergötland |       | 58.406649, 16.160427 | 10055400100002 | Ladda upp en bild av detta fornminne |
| Östra Ryd 10:3                | Stensättning |              | Östra Ryd, Östergötland |       | 58.406395, 16.161186 | 10055400100003 | Ladda upp en bild av detta fornminne |
| Östra Ryd 11:1                | Gravfält     |              | Östra Ryd, Östergötland |       | 58.416302, 16.171351 | 10055400110001 | Ladda upp en bild av detta fornminne |
| Östra Ryd 12:1                | Stensättning |              | Östra Ryd, Östergötland |       | 58.395220, 16.168315 | 10055400120001 | Ladda upp en bild av detta fornminne |
| Backaberget (Östra Ryd 13:1)  | Fornborg     |              | Östra Ryd, Östergötland |       | 58.398062, 16.160629 | 10055400130001 | Ladda upp en bild av detta fornminne |
| Östra Ryd 14:1                | Gravfält     |              | Östra Ryd, Östergötland |       | 58.395072, 16.171762 | 10055400140001 | Ladda upp en bild av detta fornminne |
| Östra Ryd 16:1                | Stensättning |              | Östra Ryd, Östergötland |       | 58.393410, 16.181136 | 10055400160001 | Ladda upp en bild av detta fornminne |
| Östra Ryd 16:2                | Stensättning |              | Östra Ryd, Östergötland |       | 58.393590, 16.182048 | 10055400160002 | Ladda upp en bild av detta fornminne |
| Östra Ryd 16:3                | Stensättning |              | Östra Ryd, Östergötland |       | 58.393798, 16.181930 | 10055400160003 | Ladda upp en bild av detta fornminne |
| Östra Ryd 16:4                | Stensättning |              | Östra Ryd, Östergötland |       | 58.394082, 16.181175 | 10055400160004 | Ladda upp en bild av detta fornminne |
| Östra Ryd 20:1                | Stensättning |              | Östra Ryd, Östergötland |       | 58.407362, 16.147718 | 10055400200001 | Ladda upp en bild av detta fornminne |
| Östra Ryd 20:2                | Stensättning |              | Östra Ryd, Östergötland |       | 58.407252, 16.148265 | 10055400200002 | Ladda upp en bild av detta fornminne |
| Östra Ryd 20:3                | Stensättning |              | Östra Ryd, Östergötland |       | 58.407204, 16.148471 | 10055400200003 | Ladda upp en bild av detta fornminne |
| Östra Ryd 20:4                | Stensättning |              | Östra Ryd, Östergötland |       | 58.407181, 16.147191 | 10055400200004 | Ladda upp en bild av detta fornminne |
| Östra Ryd 21:1                | Stensättning |              | Östra Ryd, Östergötland |       | 58.401600, 16.181213 | 10055400210001 | Ladda upp en bild av detta fornminne |
| Östra Ryd 22:1                | Gravfält     |              | Östra Ryd, Östergötland |       | 58.403122, 16.162474 | 10055400220001 | Ladda upp en bild av detta fornminne |
| Östra Ryd 25:1                | Stensättning |              | Östra Ryd, Östergötland |       | 58.421838, 16.150509 | 10055400250001 | Ladda upp en bild av detta fornminne |
| Östra Ryd 28:1                | Stensättning |              | Östra Ryd, Östergötland |       | 58.420966, 16.153164 | 10055400280001 | Ladda upp en bild av detta fornminne |
| Östra Ryd 28:2                | Stensättning |              | Östra Ryd, Östergötland |       | 58.421011, 16.152969 | 10055400280002 | Ladda upp en bild av detta fornminne |
| Östra Ryd 29:1                | Gravfält     |              | Östra Ryd, Östergötland |       | 58.420552, 16.153897 | 10055400290001 | Ladda upp en bild av detta fornminne |
| Östra Ryd 33:1                | Stensättning |              | Östra Ryd, Östergötland |       | 58.392879, 16.196248 | 10055400330001 | Ladda upp en bild av detta fornminne |
| Östra Ryd 33:2                | Stensättning |              | Östra Ryd, Östergötland |       | 58.392611, 16.196220 | 10055400330002 | Ladda upp en bild av detta fornminne |
| Östra Ryd 34:1                | Stensättning |              | Östra Ryd, Östergötland |       | 58.392907, 16.194894 | 10055400340001 | Ladda upp en bild av detta fornminne |
| Östra Ryd 35:1                | Stensättning |              | Östra Ryd, Östergötland |       | 58.393517, 16.189239 | 10055400350001 | Ladda upp en bild av detta fornminne |
| Östra Ryd 38:1                | Stensättning |              | Östra Ryd, Östergötland |       | 58.388406, 16.215769 | 10055400380001 | Ladda upp en bild av detta fornminne |
| Östra Ryd 38:2                | Stensättning |              | Östra Ryd, Östergötland |       | 58.388568, 16.215815 | 10055400380002 | Ladda upp en bild av detta fornminne |
| Östra Ryd 41:1                | Stensättning |              | Östra Ryd, Östergötland |       | 58.386707, 16.210456 | 10055400410001 | Ladda upp en bild av detta fornminne |
| Östra Ryd 41:2                | Stensättning |              | Östra Ryd, Östergötland |       | 58.386382, 16.210556 | 10055400410002 | Ladda upp en bild av detta fornminne |
| Östra Ryd 41:3                | Stensättning |              | Östra Ryd, Östergötland |       | 58.386180, 16.210263 | 10055400410003 | Ladda upp en bild av detta fornminne |
| Östra Ryd 41:4                | Stensättning |              | Östra Ryd, Östergötland |       | 58.386192, 16.209884 | 10055400410004 | Ladda upp en bild av detta fornminne |
| Östra Ryd 41:5                | Stensättning |              | Östra Ryd, Östergötland |       | 58.386783, 16.210324 | 10055400410005 | Ladda upp en bild av detta fornminne |
| Östra Ryd 42:1                | Stensättning |              | Östra Ryd, Östergötland |       | 58.386770, 16.208323 | 10055400420001 | Ladda upp en bild av detta fornminne |
| Östra Ryd 42:2                | Stensättning |              | Östra Ryd, Östergötland |       | 58.386795, 16.208669 | 10055400420002 | Ladda upp en bild av detta fornminne |
| Östra Ryd 42:3                | Stensättning |              | Östra Ryd, Östergötland |       | 58.386868, 16.208868 | 10055400420003 | Ladda upp en bild av detta fornminne |
| Östra Ryd 42:4                | Stensättning |              | Östra Ryd, Östergötland |       | 58.386894, 16.208523 | 10055400420004 | Ladda upp en bild av detta fornminne |
| Östra Ryd 44:1                | Stensättning |              | Östra Ryd, Östergötland |       | 58.395382, 16.145796 | 10055400440001 | Ladda upp en bild av detta fornminne |
| Östra Ryd 45:1                | Stensättning |              | Östra Ryd, Östergötland |       | 58.395118, 16.140840 | 10055400450001 | Ladda upp en bild av detta fornminne |
| Östra Ryd 46:1                | Stensättning |              | Östra Ryd, Östergötland |       | 58.393579, 16.145167 | 10055400460001 | Ladda upp en bild av detta fornminne |
| Östra Ryd 46:2                | Stensättning |              | Östra Ryd, Östergötland |       | 58.393583, 16.145413 | 10055400460002 | Ladda upp en bild av detta fornminne |
| Östra Ryd 47:1                | Stensättning |              | Östra Ryd, Östergötland |       | 58.388333, 16.131866 | 10055400470001 | Ladda upp en bild av detta fornminne |
| Östra Ryd 49:1                | Stensättning |              | Östra Ryd, Östergötland |       | 58.413372, 16.134661 | 10055400490001 | Ladda upp en bild av detta fornminne |
| Östra Ryd 51:1                | Gravfält     |              | Östra Ryd, Östergötland |       | 58.412697, 16.138860 | 10055400510001 | Ladda upp en bild av detta fornminne |
| Östra Ryd 55:1                | Fornborg     |              | Östra Ryd, Östergötland |       | 58.386094, 16.052241 | 10055400550001 | Ladda upp en bild av detta fornminne |
| Östra Ryd 60:1                | Stensättning |              | Östra Ryd, Östergötland |       | 58.333286, 16.172204 | 10055400600001 | Ladda upp en bild av detta fornminne |
| Östra Ryd 60:2                | Stensättning |              | Östra Ryd, Östergötland |       | 58.333637, 16.172428 | 10055400600002 | Ladda upp en bild av detta fornminne |
| Östra Ryd 66:1                | Stensättning |              | Östra Ryd, Östergötland |       | 58.406724, 16.166196 | 10055400660001 | Ladda upp en bild av detta fornminne |
| Östra Ryd 68:1                | Stensättning |              | Östra Ryd, Östergötland |       | 58.402831, 16.175377 | 10055400680001 | Ladda upp en bild av detta fornminne |
| Östra Ryd 69:1                | Stensättning |              | Östra Ryd, Östergötland |       | 58.401911, 16.163261 | 10055400690001 | Ladda upp en bild av detta fornminne |
| Östra Ryd 79:1                | Stensättning |              | Östra Ryd, Östergötland |       | 58.412940, 16.158622 | 10055400790001 | Ladda upp en bild av detta fornminne |
| Östra Ryd 79:2                | Stensättning |              | Östra Ryd, Östergötland |       | 58.412923, 16.158804 | 10055400790002 | Ladda upp en bild av detta fornminne |
| Östra Ryd 79:3                | Stensättning |              | Östra Ryd, Östergötland |       | 58.412850, 16.158718 | 10055400790003 | Ladda upp en bild av detta fornminne |
| Östra Ryd 81:1                | Stensättning |              | Östra Ryd, Östergötland |       | 58.412832, 16.160939 | 10055400810001 | Ladda upp en bild av detta fornminne |
| Östra Ryd 82:1                | Stensättning |              | Östra Ryd, Östergötland |       | 58.411525, 16.158233 | 10055400820001 | Ladda upp en bild av detta fornminne |
| Östra Ryd 83:1                | Stensättning |              | Östra Ryd, Östergötland |       | 58.407784, 16.148427 | 10055400830001 | Ladda upp en bild av detta fornminne |
| Östra Ryd 84:1                | Stensättning |              | Östra Ryd, Östergötland |       | 58.407541, 16.149785 | 10055400840001 | Ladda upp en bild av detta fornminne |
| Östra Ryd 88:1                | Stensättning |              | Östra Ryd, Östergötland |       | 58.392367, 16.158298 | 10055400880001 | Ladda upp en bild av detta fornminne |
| Östra Ryd 107:1               | Stensättning |              | Östra Ryd, Östergötland |       | 58.396223, 16.140297 | 10055401070001 | Ladda upp en bild av detta fornminne |
| Östra Ryd 111:1               | Stensättning |              | Östra Ryd, Östergötland |       | 58.387210, 16.133709 | 10055401110001 | Ladda upp en bild av detta fornminne |
| Östra Ryd 160:1               | Stensättning |              | Östra Ryd, Östergötland |       | 58.393711, 16.183176 | 10055401600001 | Ladda upp en bild av detta fornminne |
| Östra Ryd 160:2               | Stensättning |              | Östra Ryd, Östergötland |       | 58.393883, 16.183916 | 10055401600002 | Ladda upp en bild av detta fornminne |
| Östra Ryd 160:3               | Stensättning |              | Östra Ryd, Östergötland |       | 58.394093, 16.184107 | 10055401600003 | Ladda upp en bild av detta fornminne |
| Östra Ryd 160:4               | Stensättning |              | Östra Ryd, Östergötland |       | 58.394256, 16.184015 | 10055401600004 | Ladda upp en bild av detta fornminne |
| Östra Ryd 161:1               | Stensättning |              | Östra Ryd, Östergötland |       | 58.405424, 16.178496 | 10055401610001 | Ladda upp en bild av detta fornminne |
| Östra Ryd 162:1               | Stensättning |              | Östra Ryd, Östergötland |       | 58.410264, 16.179113 | 10055401620001 | Ladda upp en bild av detta fornminne |
| Östra Ryd 162:2               | Stensättning |              | Östra Ryd, Östergötland |       | 58.409896, 16.179414 | 10055401620002 | Ladda upp en bild av detta fornminne |
| Östra Ryd 162:3               | Stensättning |              | Östra Ryd, Östergötland |       | 58.409707, 16.179382 | 10055401620003 | Ladda upp en bild av detta fornminne |
| Östra Ryd 162:4               | Stensättning |              | Östra Ryd, Östergötland |       | 58.409575, 16.178852 | 10055401620004 | Ladda upp en bild av detta fornminne |
| Östra Ryd 162:5               | Stensättning |              | Östra Ryd, Östergötland |       | 58.409467, 16.178526 | 10055401620005 | Ladda upp en bild av detta fornminne |
| Trollberget (Östra Ryd 164:1) | Gravfält     |              | Östra Ryd, Östergötland |       | 58.411143, 16.152538 | 10055401640001 | Ladda upp en bild av detta fornminne |
| Östra Ryd 165:1               | Stensättning |              | Östra Ryd, Östergötland |       | 58.416516, 16.156408 | 10055401650001 | Ladda upp en bild av detta fornminne |
| Östra Ryd 166:1               | Stensättning |              | Östra Ryd, Östergötland |       | 58.411079, 16.138072 | 10055401660001 | Ladda upp en bild av detta fornminne |
| Östra Ryd 167:1               | Stensättning |              | Östra Ryd, Östergötland |       | 58.366256, 16.104216 | 10055401670001 | Ladda upp en bild av detta fornminne |
| Östra Ryd 170:1               | Stensättning |              | Östra Ryd, Östergötland |       | 58.403893, 16.155465 | 10055401700001 | Ladda upp en bild av detta fornminne |
| Östra Ryd 178:1               | Gravfält     |              | Östra Ryd, Östergötland |       | 58.413212, 16.152718 | 10055401780001 | Ladda upp en bild av detta fornminne |
| Östra Ryd 179:1               | Hög          |              | Östra Ryd, Östergötland |       | 58.413509, 16.155273 | 10055401790001 | Ladda upp en bild av detta fornminne |
| Östra Ryd 180:1               | Stensättning |              | Östra Ryd, Östergötland |       | 58.412835, 16.156613 | 10055401800001 | Ladda upp en bild av detta fornminne |
| Östra Ryd 181:1               | Stensättning |              | Östra Ryd, Östergötland |       | 58.414663, 16.144972 | 10055401810001 | Ladda upp en bild av detta fornminne |